# Jiří Kulich
Jiří Kulich (né le 14 avril 2004 à Kadaň en Tchéquie) est un joueur tchèque de hockey sur glace. Il évolue à la position d'attaquant.

## Biographie

### Carrière junior
Kulich commence sa carrière junior avec le Piráti Chomutov en 2016-2017. Il dispute 22 match, collectant 10 points avec l'effectif des moins de 16 ans. La saison suivante, il joue 35 rencontres amassant 48 points et 39 minutes de pénalité. Il participe également à la coupe des régions, représentant l'Ústí nad Labem en moins de 15 ans. En 6 parties, il obtient 6 points.
Lors de la saison 2019-2020, il dispute 20 matchs avec les moins de 17 ans, inscrivant 45 points. Il dispute également la coupe et la supercoupe des moins de 20 ans, en 21 rencontres, il comptabilise 9 points. L'année suivante, il joue 6 matchs avec le Piráti avant de changer d'équipe et d'évoluer pour le HC Energie Karlovy Vary. Il dispute 2 rencontres de saison régulière et 4 parties de série éliminatoire avec les moins de 20 ans.

### En club
Kulich commence sa carrière professionnelle avec le HC Energie Karlovy Vary en Extraliga, lors de la saison 2020-2021. Il est d'abord prêté au SK Kadaň, un club évoluant en 1. liga et y dispute son premier match le 10 octobre 2020, lors d'une victoire 3-2 face au SC Kolín. Il inscrit son premier point, un but, le 17 janvier 2021, lors d'une défaite 6-3 face au HC Dukla Jihlava. Il dispute son premier match en Extraliga le 16 février 2021, lors d'une victoire 4-3 face au HC Sparta Prague.
La saison suivante, en Extraliga, il inscrit son premier point, une passe, le 12 septembre 2021, lors d'une victoire 4-1 face au HC Vítkovice. Il marque son premier but le 14 septembre 2021, lors d'une défaite 2-3 face au HC Bílí Tygři Liberec.
En prévision du repêchage de 2022, la centrale de recrutement de la LNH le classe au 13e rang des espoirs européens chez les patineurs. Il est sélectionné au 28e rang par les Sabres de Buffalo.

### En équipe nationale
Kulich représente son pays, la Tchéquie depuis la saison 2019-2020, avec le contingent des moins de 16 ans.
Il participe au Championnat du monde moins de 18 ans en 2021. La Tchéquie se classant à la 7e place, éliminée en quart de finale par la Canada sur le score de 3-10.
Il dispute la Coupe Hlinka-Gretzky en 2021. La Tchéquie se classant à la 6e place, s'inclinant face aux États-Unis sur le score de 4-6.
Il prend part au Championnat du monde junior en 2022. À la suite de nombreux cas de Covid-19 déclaré dans plusieurs équipes, le tournoi est annulé.
Il joue le Championnat du monde moins de 18 ans en 2022. La Tchéquie se classant à la 4e place, battue par la Finlande sur le score de 1-4 lors de la petite finale. Il est également désigné parmi les 3 meilleurs joueurs de sa formation, sélectionné sur l'équipe étoile du tournoi et désigné MVP du tournoi.

## Statistiques

### En club
| Saison    | Équipe                      | Ligue      |    | Saison régulière | Saison régulière | Saison régulière | Saison régulière | Saison régulière |   | Séries éliminatoires | Séries éliminatoires | Séries éliminatoires | Séries éliminatoires | Séries éliminatoires |
| Saison    | Équipe                      | Ligue      | PJ | B                | A                | Pts              | Pun              | PJ               | B | A                    | Pts                  | Pun                  |                      |                      |
| 2017-2018 | Piráti Chomutov M16         | JHL D16    | 22 | 7                | 3                | 10               | 2                | 4                | 0 | 0                    | 0                    | 2                    |                      |                      |
| 2018-2019 | Ústí nad Labem M15          | TJ D15     | 6  | 2                | 4                | 6                | 10               | -                | - | -                    | -                    | -                    |                      |                      |
| 2018-2019 | Piráti Chomutov M16         | JHL D16    | 35 | 21               | 27               | 48               | 39               | -                | - | -                    | -                    | -                    |                      |                      |
| 2019-2020 | Piráti Chomutov M17         | ED         | 19 | 23               | 16               | 39               | 8                | -                | - | -                    | -                    | -                    |                      |                      |
| 2019-2020 | Piráti Chomutov M17b        | LD         | 1  | 5                | 1                | 6                | 0                | -                | - | -                    | -                    | -                    |                      |                      |
| 2019-2020 | Piráti Chomutov M20         | DHL P D20  | 20 | 1                | 7                | 8                | 8                | -                | - | -                    | -                    | -                    |                      |                      |
| 2019-2020 | Piráti Chomutov M20         | DHL SP D20 | 1  | 1                | 0                | 1                | 0                | -                | - | -                    | -                    | -                    |                      |                      |
| 2020-2021 | Piráti Chomutov M17         | ED         | 1  | 1                | 2                | 3                | 0                | -                | - | -                    | -                    | -                    |                      |                      |
| 2020-2021 | Piráti Chomutov M20         | EJ         | 5  | 3                | 2                | 5                | 0                | -                | - | -                    | -                    | -                    |                      |                      |
| 2020-2021 | HC Energie Karlovy Vary     | Extraliga  | 8  | 0                | 0                | 0                | 0                | -                | - | -                    | -                    | -                    |                      |                      |
| 2020-2021 | SK Kadaň                    | 1. liga    | 10 | 3                | 0                | 3                | 2                | -                | - | -                    | -                    | -                    |                      |                      |
| 2021-2022 | HC Energie Karlovy Vary M20 | EJ         | 2  | 2                | 2                | 4                | 4                | 4                | 4 | 1                    | 5                    | 0                    |                      |                      |
| 2021-2022 | HC Energie Karlovy Vary     | Extraliga  | 49 | 9                | 5                | 14               | 4                | 3                | 0 | 1                    | 1                    | 2                    |                      |                      |
| 2022-2023 | Americans de Rochester      | LAH        | 62 | 24               | 22               | 46               | 18               | 12               | 7 | 4                    | 11                   | 2                    |                      |                      |
| 2023-2024 | Sabres de Buffalo           | LNH        | 1  | 0                | 0                | 0                | 0                | -                | - | -                    | -                    | -                    |                      |                      |
| 2023-2024 | Americans de Rochester      | LAH        | 57 | 27               | 18               | 45               | 26               | 5                | 0 | 2                    | 2                    | 4                    |                      |                      |

### En équipe nationale
| Année     | Équipe       | Compétition                          |    | PJ | B | A  | Pts | Pun                 |  | Résultat |
| 2019-2020 | Tchéquie M16 | International                        | 12 | 6  | 2 | 8  | 2   |                     |  |          |
| 2020-2021 | Tchéquie M17 | International                        | 3  | 1  | 2 | 3  | 0   |                     |  |          |
| 2021      | Tchéquie M18 | Championnat du monde moins de 18 ans | 4  | 0  | 0 | 0  | 0   | 7e place            |  |          |
| 2020-2021 | Tchéquie M18 | International                        | 1  | 0  | 1 | 1  | 0   |                     |  |          |
| 2021      | Tchéquie M18 | Coupe Hlinka-Gretzky                 | 4  | 3  | 1 | 4  | 2   | 6e place            |  |          |
| 2022      | Tchéquie M20 | Championnat du monde U20             | 2  | 0  | 1 | 1  | 2   | Compétition annulée |  |          |
| 2022      | Tchéquie M18 | Championnat du monde moins de 18 ans | 6  | 9  | 2 | 11 | 2   | 4e place            |  |          |
| 2021-2022 | Tchéquie M18 | International                        | 16 | 17 | 5 | 22 | 8   |                     |  |          |
| 2021-2022 | Tchéquie M20 | International                        | 5  | 1  | 1 | 2  | 2   |                     |  |          |

## Trophées et honneurs personnels

### Championnat du monde moins de 18 ans
- 2021-2022 : Nommé dans les trois meilleurs joueurs de son équipe, sélectionné dans l'équipe d'étoile du tournoi et désigné meilleur joueur du tournoi.